# يوسيف ماسوبست
جوسيف ماسوبست (بالإنجليزية: Josef Masopust)‏ (مواليد 9 فبراير 1931 في موست في التشيك - 29 يونيو 2015)، لاعب كرة قدم تشيكي سابق، ومدرب كرة قدم سابق، وقد اختير في عام 1962 كأفضل لاعب كرة قدم أوروبي، وقد قاد منتخب تشيكسلوفاكيا لكرة القدم إلى التأهل إلى كأس العالم لكرة القدم 1958 وكأس العالم لكرة القدم 1962، وقد لعب 63 مباراة دولية وسجل 10 أهداف.
و في مارس 2004 أختاره بيليه ضمن قائمة أفضل 125 لاعب حي.

## روابط خارجية
- يوسيف ماسوبست على موقع الاتحاد الدولي (مؤرشف)  (الإنجليزية)
- يوسيف ماسوبست على موقع الاتحاد الأوربي (الإنجليزية)
- يوسيف ماسوبست على موقع الاتحاد التشيكي (الإنجليزية)
- يوسيف ماسوبست على موقع قاعدة بيانات كرة القدم.إي يو (الإنجليزية)
- يوسيف ماسوبست على موقع ناشيونال فوتبول تيمز (الإنجليزية)
- يوسيف ماسوبست على موقع عالم كرة القدم.نت (الإنجليزية)